# NGC 3591
NGC 3591 é uma galáxia espiral (S0-a) localizada na direcção da constelação de Crater. Possui uma declinação de -14° 05' 12" e uma ascensão recta de 11 horas, 14 minutos e 03,2 segundos.
A galáxia NGC 3591 foi descoberta em 27 de Março de 1786 por William Herschel.